# Diócesis de Gamboma
La diócesis de Gamboma (en latín: Dioecesis Gambomensis y en francés: Diocèse de Gamboma) es una circunscripción eclesiástica de la Iglesia católica en República del Congo. Se trata de una diócesis latina, sufragánea de la arquidiócesis de Brazzaville. Desde el 22 de febrero de 2013 su obispo es Urbain Ngassongo.

## Territorio y organización
La diócesis tiene 38 400 km² y extiende su jurisdicción sobre los fieles católicos de rito latino residentes en el departamento de Plateaux. 
La sede de la diócesis se encuentra en la ciudad de Gamboma, en donde se halla la Catedral de San Pío X.
En 2021 en la diócesis existían 13 parroquias.

## Historia
La diócesis fue erigida el 22 de febrero de 2013 con la bula Petrini muneris del papa Benedicto XVI, obteniendo el territorio de la diócesis de Owando (hoy arquidiócesis de Owando).

## Estadísticas
Según el Anuario Pontificio 2022 la diócesis tenía a fines de 2021 un total de 135 000 fieles bautizados.
| Año                                                                             | Población            | Población | Población      | Sacerdotes | Sacerdotes    | Sacerdotes    | Bautizados por sacerdote | Diáconos permanentes | Religiosos | Religiosos | Parroquias |
| Año                                                                             | Bautizados católicos | Total     | % de católicos | Total      | Clero secular | Clero regular | Bautizados por sacerdote | Diáconos permanentes | Varones    | Mujeres    | Parroquias |
| ------------------------------------------------------------------------------- | -------------------- | --------- | -------------- | ---------- | ------------- | ------------- | ------------------------ | -------------------- | ---------- | ---------- | ---------- |
| 2013                                                                            | 110 000              | 193 000   | 56.9           | 15         | 13            | 2             | 7333                     |                      | 4          | 12         | 7          |
| 2016                                                                            | 118 900              | 208 264   | 57.1           | 20         | 19            | 1             | 5945                     |                      | 3          | 15         | 11         |
| 2019                                                                            | 128 425              | 225 000   | 57.1           | 21         | 19            | 2             | 6115                     |                      | 4          | 15         | 11         |
| 2021                                                                            | 135 000              | 236 600   | 57.1           | 25         | 23            | 2             | 5400                     |                      | 4          | 16         | 13         |
| Fuente: Catholic-Hierarchy, que a su vez toma los datos del Anuario Pontificio. |                      |           |                |            |               |               |                          |                      |            |            |            |

## Episcopologio
- Urbain Ngassongo, desde el 22 de febrero de 2013